# ホームステッド・レコード
ホームステッド・レコード（Homestead Records）はアメリカ合衆国のニューヨークに拠点を置いたインディー・レコードレーベル。

## 略歴・概要
1983年にニューヨークのインディー・レーベルであったダッチ・イースト・インディア・トレーディングを親会社に、サブレーベルとして設立された。設立者はサム・バーガー（Sam Berger）。ノイズロックやポスト・ハードコアといったオルタナティヴ／アンダーグラウンド・ロックシーンのアーティストを多く輩出した。1996年に廃業。